# Ашина Сымо
Иминишусыликэхань (кит. трад. 乙彌泥孰俟利可汗, пиньинь yiminishusilikehan, устар. Иминишу Сылиби-хан Сымо; личное имя кит. упр. 阿史那思摩, пиньинь ashina simo — Ашина Сымо) — хан тюрок с 639 по 644. Назначен Ли Шиминем

## Биография
Ашина Сымо, сын Дулу Шэ, был родственником Кат Иль-хан Багадур-шада. Сымо был смолоду любим тюрками: когда Жангар Киминь-каган бежал в Суй, несколько тюркских родов выбрали молодого Сымо своим ханом. После Сымо сложил с себя ханский титул и поддерживал хорошие отношения с каганами. Он отлично стрелял и гадал. Лицом Сымо был похож на жителя Западного края, а не на тюркюта рода Ашина, что вызывало слухи о его незаконном происхождении, поэтому его не допускали к высоким должностям. В 618—626 он несколько раз ездил с посольствами в Китай, где получил княжеский титул. В 630 он был пойман вместе с каганом и доставлен Ли Шиминю, который уважал его за честность.
Тай-цзун Ли Шиминь наградил Сымо княжескими титулами, военными чинами и поселил в Ордосе. Сеяньто (телеуты), сбросившие власть тюрок, искали Сымо и желали убить его. В 639 Ли Шиминь вызвал к себе Сымо и провозгласил его Иминишусыликэханем, наградил его родственников чинами и подарками, обещал помощь в восстановлении орды. Сымо поклялся в вечной верности Тан. В ответ сеяньто посоветовали Тай-цзуну вспомнить характер тюркютов и вырезать их, чтобы они не угрожали Китаю.
В 641 Иминишусыликэхань собрал 100 000 тюрок, из них 40 000 воинов с 90 000 лошадей, перешёл Хуанхэ и занял старую крепость Динсянчэн. Но симпатии кочевников были не на стороне Тан и за 3 года большинство подданных Сымо разбежались.
В 644 году опечаленный Сымо вернулся в Чанъань и записался в Императорскую гвардию. Началась война с Когурё и в нынешней Южной Маньчжурии Сымо был ранен стрелой. Император Ли Шиминь лично отсасывал кровь из раны. Сымо отвезли в Чанъань, где он умер. Его посмертно наградили титулом военного министра, губернатора Сячжоу и похоронили на кладбище жаолин, на горе Байдаошань, в Хуачжоу ему поставили памятник.